# Oscar Cullmann
Oscar Cullmann (* 25. Februar 1902 in Straßburg; † 16. Januar 1999 in Chamonix) war ein evangelischer Theologe und Exeget.

## Leben und Wirken
Oscar Cullmann studierte Altphilologie und Evangelische Theologie an der Universität Straßburg, an der er später auch unterrichtete. Von 1938 bis 1972 lehrte er Alte Kirchengeschichte und Neues Testament an der Universität Basel, der er von 1968 bis 1972 auch als Rektor vorstand. Zusätzliche Professuren hatte er ab 1948 in Paris an der Ecole des Hautes Etudes, an der Faculté des Lettres der Sorbonne und an der Faculté libre de Théologie protestante in Paris inne. 1972 trat er in den Ruhestand, worauf ein Forschungsaufenthalt am Ökumenischen Institut in Tantur bei Jerusalem folgte. 1979 wurde er als Commandeur in die Französische Ehrenlegion aufgenommen.
Cullmanns Spezialgebiet war die Exegese des Neuen Testaments, die frühe Kirche und die Erlösung. Besonders engagiert war er im Sinne der Ökumene, indem er die grundsätzlichen Gemeinsamkeiten der christlichen Kirchen betonte und Ende der 1950er Jahre die Idee einer ökumenischen Kollekte lancierte. Als Lutheraner konnte er auch über katholische Theologie lehren, ohne seine konfessionelle Herkunft verschweigen zu müssen. Er wurde zu einem Zeitpunkt, als der interkonfessionelle Dialog noch nicht so weit fortgeschritten war, dass auf höchster Ebene offizielle Kontakte gewöhnlich waren, von drei Päpsten (Pius XII., Johannes XXIII. und Paul VI.) empfangen. Zu Papst Paul VI. unterhielt Cullmann auch eine persönliche Freundschaft. Aufgrund dieser Kontakte meinte Karl Barth einst: «Auf dem Grabstein von Herrn Cullmann wird stehen ‹Freund dreier Päpste›».
Cullmann war im Ökumenischen Rat der Kirchen aktiv und nahm auf persönliche Einladung des Päpstlichen Sekretariats zur Förderung der Einheit der Christen und dessen Präsidenten Augustin Kardinal Bea als Beobachter am Zweiten Vatikanischen Konzil teil.
Zu seinen Schülern zählen unter anderem Rudolf Bohren, Lukas Vischer, Felix Christ und Antonio Ambrosianio.

## Schriften
- Königsherrschaft Christi und Kirche im Neuen Testament, 1941
- Les Premières Confessions de foi Chrétiennes, 1943
- Urchristentum und Gottesdienst, 1944
- Christus und die Zeit: Die urchristliche Zeit- und Geschichtsauffassung, 1946
- Weihnachten in der alten Kirche, 1947
- Die Tauflehre des Neuen Testaments. Erwachsenen- und Kindertaufe, 1948
- Petrus. Jünger – Apostel – Märtyrer: Das historische und das theologische Petrusproblem, 1952
- La Tradition: Problème exégétique, historique et théologique, 1953
- Der Staat im Neuen Testament, 1956
- Dieu et César: Le procès de Jésus, Saint Paul et l'Autorité, l'Apocalypse et l'Etat totalitaire, 1956
- Die Christologie des Neuen Testaments, 1957
- Katholiken und Protestanten: Ein Vorschlag zur Verwirklichung christlicher Solidarität, 1958
- Unsterblichkeit der Seele oder Auferstehung der Toten?, 1962.
- Heil als Geschichte: Heilsgeschichtliche Existenz im Neuen Testament, 1965
- Vorträge und Aufsätze 1925–1962, herausgegeben von Karlfried Froehlich. J.C.B. Mohr (Paul Siebeck), Tübingen 1966, ISBN 978-3-16-103201-1
- Le Nouveau Testament, 1966
- Jesus und die Revolutionäre seiner Zeit: Gottesdienst, Gesellschaft, Politik, 1970
- Der johanneische Kreis: Sein Platz im Spätjudentum, in der Jüngerschaft Jesu und im Urchristentum. Zum Ursprung des Johannesevangeliums, 1975
- Einheit durch Vielfalt. Grundlegung und Beitrag zur Diskussion über die Möglichkeiten ihrer Verwirklichung, 1986
- Das Gebet im Neuen Testament: Zugleich Versuch einer vom Neuen Testament aus zu erteilenden Antwort auf heutige Fragen, J.C.B. Mohr, Tübingen 1994, ISBN 978-3-16-146266-5